# Special 26
Pour plus de détails, voir Fiche technique et Distribution.
Special 26 est un film indien écrit et réalisé par Neeraj Pandey (en), sorti en 2013.

## Synopsis
Dans les années 1980, une bande de quatre escrocs, se font passer pour des agents du Bureau central d'enquête pour cambrioler un bijoutier très connu. Les imposteurs volent également l'argent de riches hommes d'affaires et des politiciens, mais des enquêteurs sont sur leurs pistes,.

## Fiche technique
- Réalisateur et scénariste : Neeraj Pandey (en)
- Musique : M. M. Keeravani (en), Himesh Reshammiya (en), Surinder Sodhi (en)
- Pays :  Inde
- Sociétés de production : Viacom18 Studios (en), Shital Bhatia, Kumar Mangat Pathak
- Société de distribution : Viacom18 Studios (en)
- Genre : drame, thriller, film de casse
- Date de sortie : 8 février 2013 en Inde
- Durée : 144 minutes

## Distribution
- Akshay Kumar : Ajay
- Anupam Kher : Sharma Ji
- Manoj Bajpayee : Waseem
- Jimmy Shergill : Ranveer Singh
- Kajal Aggarwal : Priya
- Divya Dutta : Shanti Ji
- Kishor Kadam (en) : Iqbal
- Rajesh Sharma (en) : Joginder
- Deepraj Rana (en) : Rahul

## Distinctions

### Nominations
- 59e cérémonie des Filmfare Awards :
  - Filmfare Award du meilleur acteur dans un second rôle pour Anupam Kher ;
  - Filmfare Award du meilleur scénario pour Neeraj Pandey (en) ;
  - Filmfare Award des meilleurs dialogues (en) pour Neeraj Pandey (en).